# Bandera de Croàcia
La bandera de Croàcia és composta per tres bandes horitzontals, vermella, blanca i blava. Al mig hi ha l'escut del país.
Els tres colors són utilitzats des de 1848. Mentre Croàcia va formar part de la República Federal Socialista de Iugoslàvia, la bandera va adoptar una estrella de cinc puntes amb un perfil groc al lloc de l'escut. L'estrella va ser substituïda el maig de 1990, poc temps després de les primeres eleccions multipartidistes. Els colors de l'escut croat tradicionals van ser invertits per no confondre'ls amb els símbols de l'Estat independent de Croàcia que va existir de 1941 a 1945. La bandera actual i l'escut van ser adoptats el 21 de desembre de 1990, uns 10 mesos després de la declaració d'independència.
L'escut és un escacat de gules i d'argent. Abans era d'argent i de gules. Està coronat per una sanefa de cinc petits escuts que representen les regions constitutives del país.
1. D'atzur, una estrella de sis puntes d'or al cap i una lluna creixent d'argent al peu, en representació de Zagreb i la Croàcia central en general.
2. D'atzur, dues faixes de gules, en representació de l'antiga República de Ragusa, avui Dubrovnik.
3. D'atzur, tres caps de lleopard coronats d'or, disposats dos i un, en representació de Dalmàcia.
4. D'atzur, una cabra d'or, amb les banyes i peülles de gules, en representació d'Ístria.
5. D'atzur, una faixa abaixada de gules rivetada d'argent carregada d'un mart corrent de sable amb la panxa d'argent, acompanyada al cap d'una estrella d'or de sis puntes, en representació d'Eslavònia.

## Banderes antigues

Bandera de la República Socialista de Croàcia de Iugoslàvia (1945-1990)
Bandera de l'Estat independent de Croàcia (1941-1945)